# Евразия (проект канала)
Канал Евразия — проект воднотранспортного соединения Каспийского моря и Азово-Черноморского бассейна.

## История вопроса
Ещё в 1930-е годы в СССР началось строительство Манычского канала, однако вследствие начала Великой Отечественной войны работы были остановлены.
В 2007 году идеи создания прямого воднотранспортного соединения Каспийского моря и Азово-Черноморского бассейна вновь стали обсуждаться на межгосударственном уровне. Президент России Владимир Путин отметил, что появление нового канала «не просто даст выход прикаспийским государствам в Чёрное и Средиземное моря, то есть в Мировой океан, а качественно изменит их геополитическое положение, позволит стать морскими державами».
В 2009 году Евразийским банком развития было выделено 2,7 млн $ на исследование возможности создание нового воднотранспортного соединения Каспийского моря и Азово-Черноморского бассейна, однако результаты исследования так и не были обнародованы.
В последние годы вопрос реализации проекта строительства канала «Евразия» активно обсуждается российскими, китайскими и казахстанскими учёными и политиками в рамках экономических форумов, посвящённых российско-казахстанскому и российско-китайско-казахстанскому экономическому сотрудничеству. Экс-президент Казахстана Нурсултан Назарбаев отметил, что строительство канала «Евразия» должно стать важным проектом, который будет реализован Евразийским экономическим союзом.

## Геополитическое значение
Канал «Евразия» может стать серьёзным конкурентом Суэцкому каналу и стать важным путём движения китайских грузопотоков. Китайской компанией «Синогидро» (Sinohydro), проводящей исследования по вопросу строительства канала «Евразия», утверждается, что «Трансевразийский транспортный коридор через канал „Евразия“ станет удобным, безопасным и высокоэффективным маршрутом из Китая в Европу», «снизит себестоимость перевозок, будет играть стимулирующую роль для развития региональной экономики Китая и устойчивого развития китайско-европейской торговли». По результатам исследований компанией «Синогидро» влияния канала «Евразия» на развитие китайского экспорта в страны Средиземноморского бассейна, отмечается, что в случае реализации проекта на территории России и Казахстана будет привлечено с традиционного океанского маршрута перевозки китайских товаров в страны Европы дополнительно транзитных китайских экспортных грузов в ежегодном количестве 20-25 млн тонн к 2030 г. и 34-44 млн тонн к 2050 г.

## Экологические аспекты реализации проекта
Идеи строительства канала «Евразия» критикуются рядом журналистов и экологов, которые указывают на следующие четыре возможные экологические проблемы — прерывание путей миграций сайгаков из калмыцких степей в предгорья Кавказа, питание канала морской водой, что приведёт к засолению окружающих территорий, прохождение канала по охраняемым природным территориям, возможное попадание в Каспийское море так называемых вселенцев — флоры и фауны Азовского моря.
В то же время отмечается, что питание канала «Евразия» можно осуществлять из района стабильно пресных вод у устья Волги, когда речная вода уже попала в Каспийское море, но на значительном удалении от места впадения реки продолжает оставаться пресной. Официальными представителями Южного научного центра Российской академии наук утверждается, что канал «Евразия» — «едва ли не первый инфраструктурный проект в ЮФО, когда принимается во внимание мнение экологов. К тому же при проведении трассы учтено расположение охраняемых территорий». Также ЮНЦ РАН в исследованиях по указанному вопросу пришёл к выводу, что пресная вода, которой будет питаться канал «Евразия», попадёт в районы, характеризующиеся дефицитом питьевой воды, что «имеет несоизмеримо большее положительное экологическое и социальное влияние, чем возможные негативные последствия».

## Предполагаемые параметры судов, которые смогут ходить по водному пути
При оценке возможных параметров канала «Евразия» учёным сообществом предлагается использование судов класса «река-море» с грузоподъёмностью от 10000 тонн, использование судов, близких к классу «Seawaymax» грузоподъёмностью около 28500 тонн (данный тип судов используется на морском пути Святого Лаврентия в Северной Америке), использование новых, специально спроектированных для канала «Евразия» судов с грузоподъёмностью до 50 тысяч тонн. Осадка судов класса «река-море» грузоподъёмностью 10 тысяч тонн составит около 5 метров, осадка судов класса «Seawaymax» составляет 7,9-8 метров. Отмечается, что параметры судов на канале «Евразия» будут прямо влиять на эффективность судоходства на всём Каспийском море.

## Основные технико-экономические параметры проекта строительства канала «Евразия»
С учётом грузопотоков, оценённых российскими, казахстанскими и китайскими учёными, и темпов их роста, дисконтированный срок окупаемости проекта (коэффициент равен 3% годовых при заимствовании в долларах США, тариф равен 20 долларов США за тонну грузопотока, что практически в два раза ниже самых дешёвых тарифов на перевозки по существующим конкурирующим маршрутам даже для нефтетрубопроводов) с учётом выплат налога на имущество по максимальной ставке (2,2%) после завершения строительства и начала эксплуатации канала составил при учёте доходов только от перевозки грузов в направлении "восток-запад" и расходах на содержание всего судоходного пути менее 11 лет для варианта судоходной трассы с использованием расчётных судов грузоподъёмностью 10 тысяч тонн и менее 25 лет для варианта судоходной трассы с использованием расчётных судов грузоподъёмностью 20-26 тысяч тонн.
Основной положительный макроэкономический эффект от завершения строительства канала «Евразия» получат Россия, Казахстан и другие страны Прикаспийского региона и Средней Азии, и в значительной степени Китайская Народная Республика. Для России и Казахстана, кроме получения миллиардов долларов США в качестве доходов за транзит грузопотоков, отражающих торговлю Китая и стран Средиземноморского бассейна, завершение строительства канала «Евразия» будет также означать появление более 200 тысяч рабочих мест в обрабатывающей промышленности и сфере услуг. Для Китая возможность использования канала «Евразия» станет важным фактором роста экспортных производств в западных и центральных регионах страны. В этой связи экспертами утверждается, что канал «Евразия» должен стать важным проектом, соответствующим реализации идеям предложенной китайским лидером Си Цзиньпином стратегической инициативы «Один пояс и один путь».
Для первого варианта расчётного судна (грузоподъёмностью около 10 тыс. тонн)  осадка расчётного судна составляет примерно 5 м при глубине фарватера на канале 6,5 м, реализация проекта вместе с необходимой к строительству инфраструктурой, включая железнодорожные и автомобильные мосты и переходы, в этом случае в соответствии с российскими стандартами и нормами оценена примерно в 609,817 млрд рублей (в ценах 2-го квартала 2016 г. без НДС, соответствует примерно 9,2 млрд долл. США по курсу на конец данного периода), годовые эксплуатационные расходы были оценены 6,913 млрд рублей в год (в ценах 2-го квартала 2016 г. без НДС, соответствует примерно 139,2 млн долл. США по курсу на конец данного периода).
Для расчётного судна грузоподъёмностью 20-26 тыс. тонн (20 тыс. тонн при использовании российских стандартов соотношения осадки судна и глубины фарватера и 26 тысяч тонн при использовании международного (североамериканского) стандарта соотношения осадки судна и глубины фарватера), при глубине осадки до 7,15 м при  фарватере в 9,3 м стоимость строительства судоходной трассы и необходимой инфраструктуры в соответствии с российскими стандартами и нормами составит примерно 1482,234 млрд рублей (в ценах 2-го квартала 2016 г. без НДС, соответствует около 22,4 млрд долл. США по курсу на конец данного периода), годовые эксплуатационные расходы — примерно 19,036 млрд рублей в год (в ценах 2-го квартала 2016 г. без НДС, что составляло примерно 288 млн долл. США по курсу на конец данного периода).
Соответственно воднотранспортные параметры для первого и второго вариантов расчётного судна были определены как: глубина судового хода 6,5 и 9,3 метра; ширина канала на уровне расчётной глубины 48 и 63 метра; проектная ширина канала на морских участках 193-198 и 222,7-236,1 метра; полезная длина шлюзов 350 и 400 метров; полезная ширина шлюзов 20 и 30 метров; глубина на порогах шлюзов 6,5 и 9,3 метра; максимальный расчётный напор на шлюзы 11 метров в обоих вариантах; грузопропускная способность канала, в каждом направлении, млн тонн в год (в период навигации 280 дней при коэффициенте равномерности движения судов 0,8) 90,25 млн тонн в год и 153 млн тонн в год; дисконтированный срок окупаемости проекта, с учётом выплат налога на имущество по максимальной ставке (2,2%) - менее 11 и менее 25 лет после завершения строительства и начала эксплуатации канала; дисконтированный срок окупаемости проекта, с учётом освобождения от выплат налога на имущество - менее 10 и менее 20 лет после завершения строительства и начала эксплуатации канала при ставке дисконтирования 3% в долларах США. В соответствии с международными нормами финансирования проектов выделение российскими компаниями 20% необходимых расходов на реализацию проекта (данная сумма попадёт в бюджет Российской Федерации в качестве НДС) позволит российской стороне получить контрольный пакет акций проекта.